# Chicago-Marathon 2012
| 35. Chicago-Marathon    | 35. Chicago-Marathon        |
| ----------------------- | --------------------------- |
| Stadt                   | Chicago, Vereinigte Staaten |
| Datum                   | 7. Oktober 2012             |
| Distanz                 | 42,195 Kilometer            |
| Sieger                  |                             |
| Männer                  | Tsegay Kebede (2:04:38 h)   |
| Frauen                  | Atsede Baysa (2:22:03 h)    |
| ← Chicago-Marathon 2011 | Chicago-Marathon 2013 →     |
| Website                 | Offizielle Website          |

Der Chicago-Marathon 2012 war die 35. Ausgabe der jährlich stattfindenden Laufveranstaltung in Chicago, Vereinigte Staaten. Der Marathon fand am 7. Oktober 2012 statt und war der fünfte World Marathon Majors des Jahres.
Bei den Männern gewann Tsegay Kebede in 2:04:38 h und bei den Frauen Atsede Baysa in 2:22:03 h.

## Ergebnisse

### Männer
| Platz | Athlet                 | Land               | Zeit (h)      |
| ----- | ---------------------- | ------------------ | ------------- |
| 01    | Tsegay Kebede          | Äthiopien          | 2:04:38 CR PB |
| 02    | Feyisa Lilesa          | Äthiopien          | 2:04:52 PB    |
| 03    | Tilahun Regassa        | Äthiopien          | 2:05:27 PB    |
| 04    | Sammy Kirop Kitwara    | Kenia              | 2:05:54 PB    |
| 05    | Wesley Korir           | Kenia              | 2:06:13 PB    |
| 06    | Bernard Kiprop Kipyego | Kenia              | 2:06:40       |
| 07    | Samuel Ndungu Wanjiku  | Kenia              | 2:07:26       |
| 08    | Dadi Yami              | Äthiopien          | 2:07:43       |
| 09    | Dathan Ritzenhein      | Vereinigte Staaten | 2:07:47 PB    |
| 10    | Shami Abdulahi         | Äthiopien          | 2:08:39       |

### Frauen
| Platz | Athletin              | Land               | Zeit (h)   |
| ----- | --------------------- | ------------------ | ---------- |
| 01    | Atsede Baysa          | Äthiopien          | 2:22:03 PB |
| 02    | Rita Jeptoo Sitienei  | Kenia              | 2:22:04 PB |
| 03    | Lucy Wangui Kabuu     | Kenia              | 2:22:41    |
| 04    | Lilija Schobuchowa    | Russland           | 2:22:59    |
| 05    | Caroline Rotich       | Kenia              | 2:23:22 PB |
| 06    | Marija Konowalowa     | Russland           | 2:25:38    |
| 07    | Fatuma Sado           | Äthiopien          | 2:26:09 PB |
| 08    | Renee Metivier Bailie | Vereinigte Staaten | 2:27:17 PB |
| 09    | Dot McMahon           | Vereinigte Staaten | 2:32:11    |
| 10    | Stephanie Pezzullo    | Vereinigte Staaten | 2:32:42    |